# Pleraplysilla
Pleraplysilla is een geslacht van sponsdieren uit de klasse van de Demospongiae (gewone sponzen).

## Soorten
- Pleraplysilla australis (Hentschel, 1912)
- Pleraplysilla flabellum Kang, Lee & Sim, 2020
- Pleraplysilla hyalina de Laubenfels, 1950
- Pleraplysilla latens George & Wilson, 1919
- Pleraplysilla parviconulata (Poléjaeff, 1884)
- Pleraplysilla reticulata Maldonado & Uriz, 1999
- Pleraplysilla spinifera (Schulze, 1879)
- Pleraplysilla stocki van Soest, 1978